# Freestyle skiløb under vinter-OL 2018 – Slopestyle – Damer
Slopestyle for damer ved vinter-OL 2018 blev afholdt i Bokwang Phoenix Park i Pyeongchang, Sydkorea. Konkurrencen blev afholdt 17. februar 2018.

## Resultater

### Kvalifikation
Q — Kvalificeret til finalen
De 12 bedste atleter kvalificerede sig til medaaljerunden.
| Placering | Startnummer | Navn                       | Nation                        | 1. gennemløb | 2. gennemløb | Tællende gennemløb | Bemærkning |
| --------- | ----------- | -------------------------- | ----------------------------- | ------------ | ------------ | ------------------ | ---------- |
| 1         | 17          | Emma Dahlström             | Sverige                       | 91,40        | 57,60        | 91,40              | Q          |
| 2         | 2           | Tiril Sjåstad Christiansen | Norge                         | 55,80        | 89,00        | 89,00              | Q          |
| 3         | 3           | Johanne Killi              | Norge                         | 87,80        | 64,20        | 87,80              | Q          |
| 4         | 12          | Isabel Atkin               | Storbritannien                | 13,20        | 86,80        | 86,80              | Q          |
| 5         | 23          | Mathilde Gremaud           | Schweiz                       | 85,40        | 71,60        | 85,40              | Q          |
| 6         | 18          | Devin Logan                | USA                           | 84,80        | 37,60        | 84,80              | Q          |
| 7         | 10          | Sarah Höfflin              | Schweiz                       | 83,00        | 21,20        | 83,00              | Q          |
| 8         | 5           | Anastasia Tatalina         | Olympiske atleter fra Rusland | 27,40        | 81,00        | 81,00              | Q          |
| 9         | 15          | Yuki Tsubota               | Canada                        | 65,40        | 78,20        | 78,20              | Q          |
| 10        | 8           | Katie Summerhayes          | Storbritannien                | 75,80        | 77,60        | 77,60              | Q          |
| 11        | 1           | Jennie-Lee Burmansson      | Sverige                       | 17,40        | 77,00        | 77,00              | Q          |
| 12        | 7           | Maggie Voisin              | USA                           | 72,80        | 73,00        | 73,00              | Q          |
| 13        | 22          | Lee Mee-hyun               | Sydkorea                      | 46,80        | 72,80        | 72,80              |            |
| 14        | 9           | Lana Prusakova             | Olympiske atleter fra Rusland | 42,20        | 70,60        | 70,60              |            |
| 15        | 6           | Tess Ledeux                | Frankrig                      | 69,40        | 28,40        | 69,40              |            |
| 16        | 14          | Darian Stevens             | USA                           | 8,20         | 64,00        | 64,00              |            |
| 17        | 20          | Lara Wolf                  | Østrig                        | 10,20        | 66,40        | 66,40              |            |
| 18        | 11          | Kea Kühnel                 | Tyskland                      | 19,40        | 59,60        | 59,60              |            |
| 19        | 21          | Lou Barin                  | Frankrig                      | 50,60        | 38,40        | 50,60              |            |
| 20        | 13          | Dominique Ohaco            | Chile                         | 16,00        | 38,60        | 38,60              |            |
| 21        | 19          | Dara Howell                | Canada                        | 12,80        | 32,00        | 32,00              |            |
| 22        | 16          | Kim Lamarre                | Canada                        | 22,80        | 23,60        | 23,60              |            |
| 23        | 4           | Caroline Claire            | USA                           | 20,00        | 16,40        | 20,00              |            |

### Finalen
Finalen blev afholdt kl. 13:56.
| Placering | Startposition | Navn                       | Nation                        | 1. gennemløb | 2. gennemløb | 3. gennemløb | Tællende gennemløb | Bemærkning |
| --------- | ------------- | -------------------------- | ----------------------------- | ------------ | ------------ | ------------ | ------------------ | ---------- |
| 1         | 10            | Sarah Höfflin              | Schweiz                       | 83,80        | 27,80        | 91,20        | 91,20              |            |
| 2         | 23            | Mathilde Gremaud           | Schweiz                       | 88,00        | 29,40        | 29,40        | 88,00              |            |
| 3         | 12            | Isabel Atkin               | Storbritannien                | 68,40        | 79,40        | 84,60        | 84,60              |            |
| 4         | 7             | Maggie Voisin              | USA                           | 26,40        | 37,60        | 81,20        | 81,20              |            |
| 5         | 3             | Johanne Killi              | Norge                         | 10,20        | 76,80        | 54,40        | 76,80              |            |
| 6         | 15            | Yuki Tsubota               | Canada                        | 74,40        | 26,40        | 40,40        | 74,40              |            |
| 7         | 8             | Katie Summerhayes          | Storbritannien                | 61,40        | 71,40        | 23,20        | 71,40              |            |
| 8         | 1             | Jennie-Lee Burmansson      | Sverige                       | 42,00        | 65,00        | 24,40        | 65,00              |            |
| 9         | 2             | Tiril Sjåstad Christiansen | Norge                         | 5,20         | 24,00        | 60,40        | 60,40              |            |
| 10        | 18            | Devin Logan                | USA                           | 22,60        | 56,80        | 10,60        | 56,80              |            |
| 11        | 17            | Emma Dahlström             | Sverige                       | 16,60        | 52,40        | 15,40        | 52,40              |            |
| 12        | 5             | Anastasia Tatalina         | Olympiske atleter fra Rusland | 29,40        | 51,20        | 13,00        | 51,20              |            |

## Medaljeoversigt
| Event            | Guld                    | Sølv                       | Bronze                        |
| ---------------- | ----------------------- | -------------------------- | ----------------------------- |
| Slopestyle Damer | Schweiz · Sarah Höfflin | Schweiz · Mathilde Gremaud | Storbritannien · Isabel Atkin |